# Emanuel Moravec

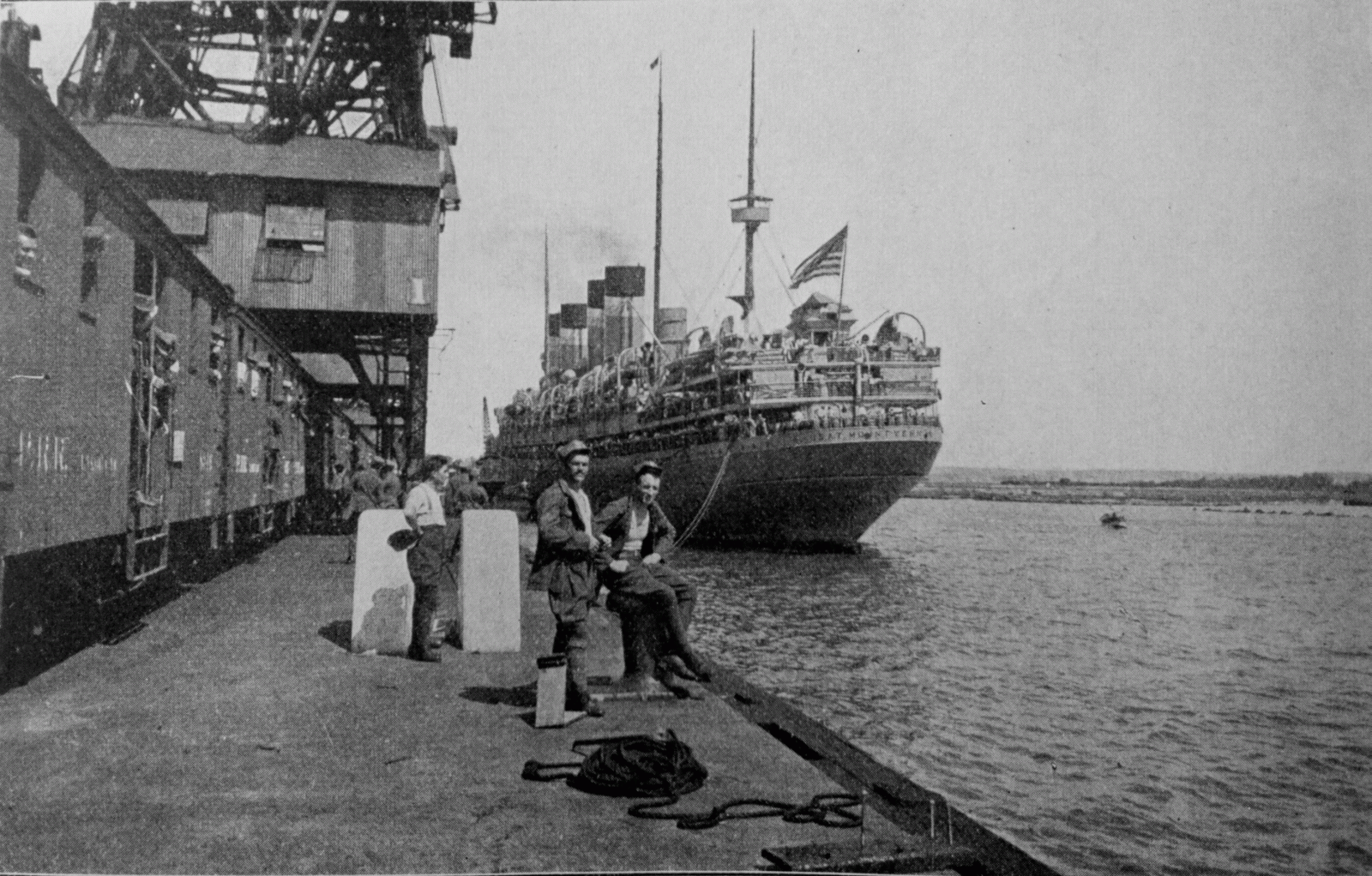
Transportní loď Mount Vernon

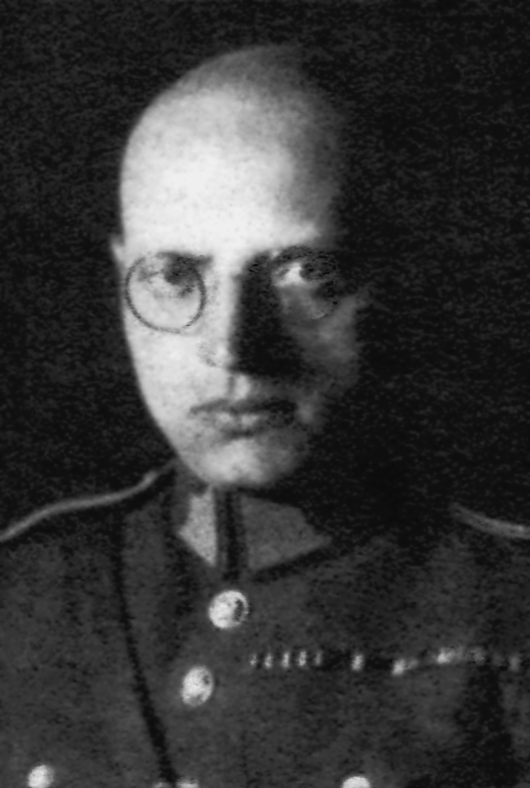
Jako štábní kapitán na tablu absolventů Válečné školy v Praze (1923)

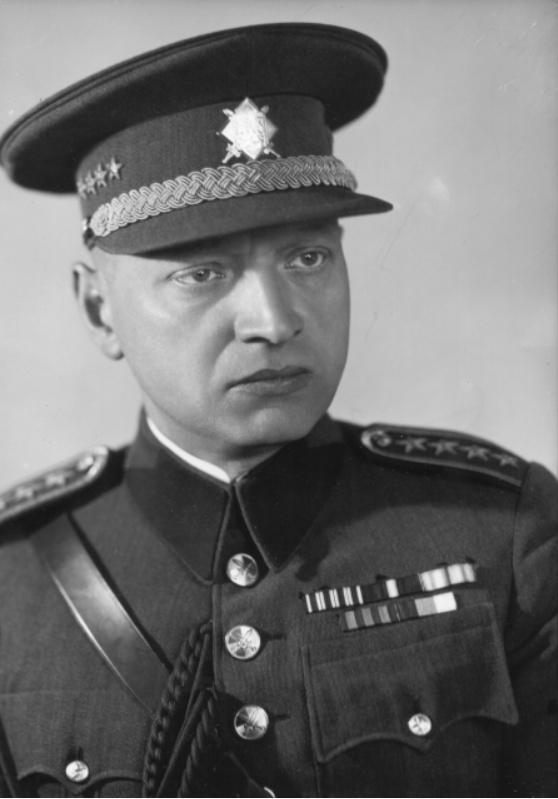
V uniformě plukovníka československé armády (1932)

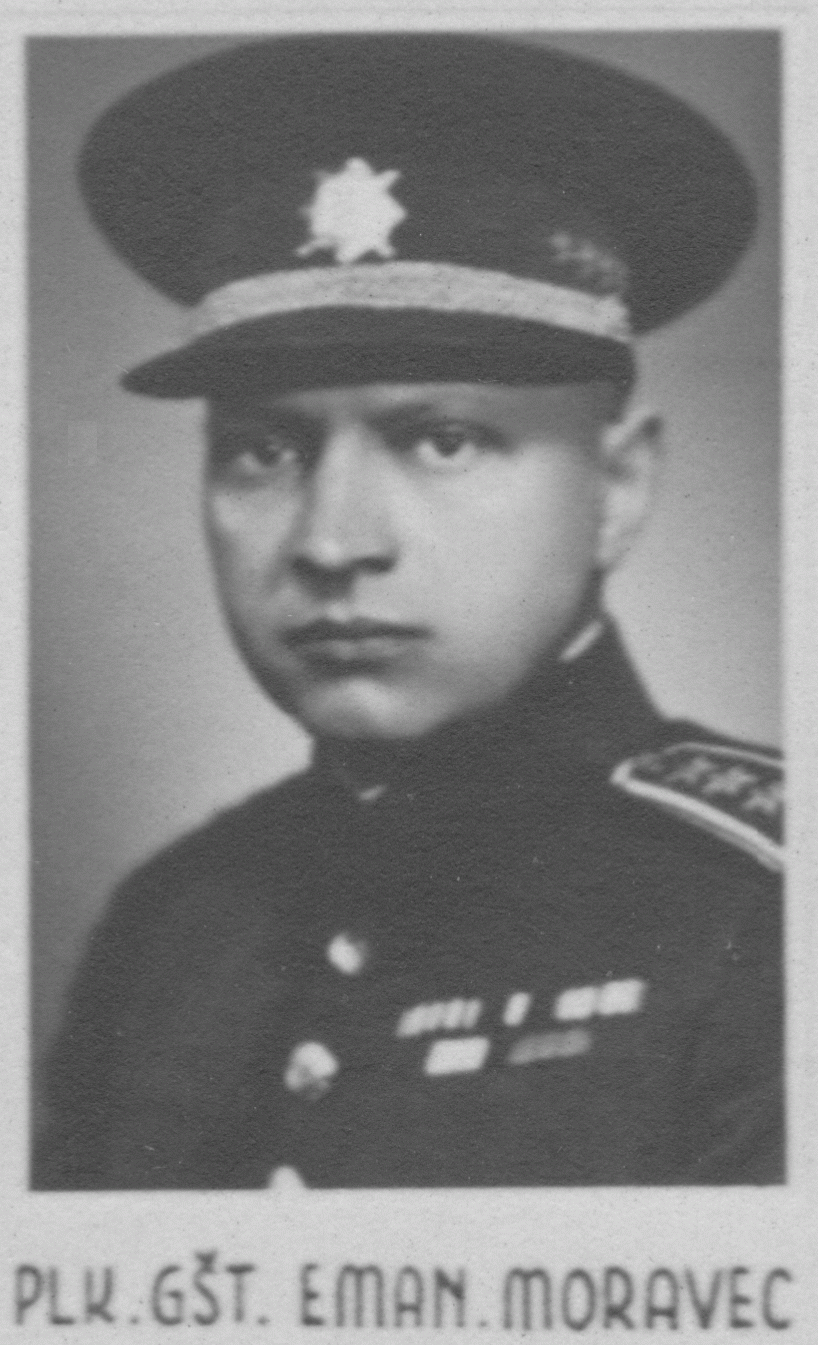
Jako plukovník generálního štábu na tablu absolventů Válečné školy v Praze (1934)

Emanuel Moravec, pseudonym Stanislav Yester (17. dubna 1893 Praha – 5. května 1945 tamtéž) byl český politik, legionář, voják z povolání, teoretik válečnictví, publicista a ministr školství a lidové osvěty protektorátní vlády. Patřil k nejaktivnějším představitelům české kolaborace s nacistickým okupačním režimem za Protektorátu Čechy a Morava v letech 1939–1945 a stal se jejím symbolem. Od 13. března 1943 byl vedoucím představitelem Kuratoria pro výchovu mládeže v Čechách a na Moravě (KVMČM).

## I. světová válka a legie
Emanuel Moravec se narodil 17. dubna 1893 v Praze. Otec Jan Petr Moravec byl pražským obchodníkem. Matka Malvína, roz. Sapinová. V roce 1911 vystoupil demonstrativně z římskokatolické církve, aby dal najevo odpor k vládnoucím Habsburkům. Vystudoval průmyslovou školu. Odmaturoval v roce 1912. V den vypuknutí první světové války 28. července 1914 byl odveden do rakousko-uherské armády. Odešel do školy jednoročních dobrovolníků do Salcburku a poté se zúčastnil bojů na srbské frontě a v Haliči. V roce 1915 Emanuel Moravec padl do ruského zajetí. V Rusku požádal o ruské občanství, aby mohl vstoupit do České družiny, ale nebylo mu vyhověno, proto se přihlásil dobrovolně k 1. srbské dobrovolnické divizi, kde působil jako velitel kulometné čety. V září 1916 byl zraněn v bitvě u Amzači a po skončení léčby byl v březnu 1917 na vlastní žádost zařazen do československých legií. Moravec nastoupil k 6. československému pluku, nazvanému Hanácký, do Borispolu. Při evidenci se však dopustil podvodu a nahlásil nepravdivou informaci, že je strojním inženýrem, čímž se snažil vylepšit si svou pozici ve vojsku. Na tento podvod se přišlo až po jeho návratu do Československa. Účastnil se také bitvy u Zborova. V červenci 1918 si během obranných bojů u obce Bogatinskaja zlomil klíční kost při pádu z koně. Nemohl se tak vrátit zpět ke své jednotce. Zůstal tedy v Omsku jako velitel kulometného oddílu. V době léčení se také pustil do své první literární tvorby zaměřené na oblast vojenství. Jeho publikační činnosti si všiml generál Milan Rastislav Štefánik a 31. ledna 1919 se Moravec stal jedním z pracovníků politicko-informačního oddělení Ministerstva vojenství ČSR na Sibiři a od 4. června byl jmenován velitelem technického oddílu na Ruském ostrově u Vladivostoku. Zde se Moravec zapletl do pokusu o povstání proti Alexandru Vasiljeviči Kolčakovi, které připravoval generál Radola Gajda. Moravec nakonec slíbenou pomoc povstalcům odmítl poskytnout, ale i tak byl vyšetřován vojenskou kontrarozvědkou a byl zbaven samostatného rozhodování. V roce 1920 se Moravec podrobil lékařské prohlídce a pro celou řadu psychosomatických obtíží byl označen za neschopného vojenské služby. V lednu 1920 se oženil s Ruskou Helenou Grigorijevnou Bekovou, které bylo 17 let a čekala s ním dítě.[zdroj?] Při návratu do vlasti působil jako osvětový důstojník 20. transportu československých legií na lodi Mount Vernon.

## V československé armádě
Po návratu do nově vzniklého československého státu zůstal jako profesionální voják v nově se tvořící československé armádě. Od roku 1920 sloužil jako zpravodajský důstojník na štábu zemského vojenského velitelství v Užhorodě. Poté nastoupil jako frekventant na Válečnou školu v Praze a ještě před jejím ukončením byl v roce 1923 povýšen do hodnosti majora. V letech 1923–1927 působil Emanuel Moravec na štábu zemského vojenského velitelství v Praze. V roce 1926 odhalila hloubková kontrola na Moravcově oddělení finanční nesrovnalosti a roku 1927 byl Moravec přeložen a stal se velitelem 1. polního praporu 24. pěšího pluku ve Znojmě. Zde se dostalo jeho manželství do krize. Moravec byl převelen na Slovensko do Michalovců, kde se seznámil s Ilonou Emmou Pavlou Szondyovou, která byla o 21 let mladší než on. V roce 1932 se rozvedl se svou první manželkou a téhož roku se oženil s osmnáctiletou Szondyovou, která se stala matkou jeho syna Pavla Emanuela. Od roku 1931 Emanuel Moravec vyučoval na pražské Vysoké škole válečné. Od října 1936 byl v hodnosti plk. gen. štábu jmenován velitelem pražského 28. pěšího pluku.

## Publicista
Moravec se začal literární činnosti a publicistice aktivně věnovat už jako legionář v Rusku. V těchto aktivitách pokračoval během návratu do Československa, kdy psal do lodního časopisu Návrat levicově orientované články. Za první republiky byl považován za odborníka na vojenství a mezinárodní vztahy. Většinu svých článků v předprotektorátním období publikoval pod pseudonymem Stanislav Yester. Od roku 1928 psal do časopisu Přítomnost, který vydával Ferdinand Peroutka, a v roce 1932 navázal spolupráci s Lidovými novinami. Za článek k dvacátému výročí bitvy u Zborova dokonce získal Baťovu cenu za nejlepší novinářský článek. Moravec však nechtěl být jen pouhým novinářem a vždy toužil po kariéře spisovatele. Inspirován prezidentem Masarykem napsal knihu Obrana státu, ve které již tehdy tvrdil, že největším nepřítelem ČSR je nacistické Německo. Obrana státu vyšla v roce 1934 a vzbudila rozpaky i odpor, jelikož Moravec se v díle přiklání k autoritativní demokracii a myšlenkově souzní s principy italského fašismu. V roce 1936 vydal knihu Válečné možnosti ve střední Evropě a válka v Habeši. V ní znovu vyslovil obdiv k fašistické Itálii. I přes kritiku, kterou Moravec v armádních kruzích sklidil za některé své články a knihy, jeho prestiž jako autora a vojenského odborníka dále stoupala. V roce 1938 se ve svých pracích opakovaně zabýval nebezpečím, které vlasti hrozilo ze strany nacistického Německa. V jeho textech se objevovaly úvahy o nutnosti spolupráce Československa s Polskem a fašistickou Itálií.

## Mnichovská dohoda
Ve třicátých letech Emanuel Moravec otevřeně podporoval politiku tzv. hradní skupiny, do níž patřili demokraticky orientovaní politici kolem Masaryka a Beneše. Na pohřbu T. G. Masaryka (1937), kterého celý život uznával jako velkou autoritu, vedl Prahou vojenský průvod a stál u jeho rakve čestnou stráž. V době mnichovské krize v roce 1938 patřil Emanuel Moravec k nejrozhodnějším odpůrcům československé kapitulace a přistoupení na mnichovský diktát. Na svých přednáškách a ve svých článcích vyzýval k ozbrojenému odporu proti Německu. V září 1938 byl Moravec v rámci mobilizace přidělen k zemskému vojenskému velitelství do Košic, ale nakonec se ocitl ve Znojmě. Stal se členem Výboru na obranu republiky, který se stavěl proti kapitulaci. Krátce po podpisu Mnichovské dohody se zúčastnil schůzky významných osobností, které diskutovaly možnost vojenského odporu. Jednou ze zvažovaných možností byl i vojenský převrat. Jako zástupce této skupiny byl vyslán za Benešem, aby se ho pokusil přesvědčit, aby rozhodnutí o kapitulaci zvrátil a jmenoval novou vládu. Beneš návrhy odmítl a vzkázal, že situace není kritická a nová vláda bude brzy jmenována. K žádnému pokusu o převrat nakonec nedošlo.
Pro Moravce bylo podepsání Mnichovské dohody obrovským zklamáním a od té doby Edvarda Beneše zcela nepokrytě nenáviděl. Pro tento svůj neskrývaně nepřátelský postoj k vládě a prezidentovi byl nucen opustit Vysokou školu válečnou, byl přeložen do Památníku osvobození v Praze na Žižkově a hlavní štáb mu zakázal publikovat. Plukovník Moravec však odmítl rozkaz uposlechnout a začal publikovat pod pseudonymem E. Herold. 14. listopadu 1938 byl poslán do výslužby. V říjnu téhož roku se podruhé rozvedl. Důvodem k rozvodu byl jeho poměr s šestnáctiletou služebnou Jolanou Emmerovou, která se o čtyři roky později stala jeho třetí ženou.

## Protektorát
Po zřízení Protektorátu Čechy a Morava uvažoval Moravec o emigraci do Kostariky. Prožíval tehdy období strachu a beznaděje, obával se, že bude zatčen a popraven za své články proti nacistům. Pokusil se také vrátit do armády. Ta už byla tehdy v likvidaci, a tak mu nebylo vyhověno. Spolupráci mu však nabídli nacisté a dokonce mu v roce 1939 umožnili vydat knihu V úloze mouřenína – Československá tragédie 1938. Následně ho nacisté pozvali na okružní poznávací cestu po Německu, aby se přesvědčil o tom, co všechno udělali dobrého pro svou zemi. Moravec se z cesty vrátil nadšen. Na přání okupantů mu bylo umožněno pracovat v protektorátním rozhlasu. Své rozhlasové komentáře shrnul do knihy Ve službách nové Evropy (1940). Stal se z něj aktivní a nadšený propagátor nacistické ideologie. Již v prvním roce protektorátu ho Češi nenáviděli a on pro jistotu užíval tři byty, které z důvodu své bezpečnosti neustále střídal. Spolupracoval s SD, nacistickou rozvědkou, a dokázal si najít cestu ke K. H. Frankovi. Dne 27. září 1941 přijel do Prahy Reinhard Heydrich a ČTK vydala zprávu o jeho jmenování zastupujícím říšským protektorem. Oficiálně převzal funkci 28. září 1941 – tentýž den jej Moravec navštívil a osobně přísahal věrnost německé říši. Emanuel Moravec působil také na svou rodinu. Jeho nejstarší syn Igor vstoupil do SS, prostřední syn Jurij nedobrovolně do Wehrmachtu a nejmladší syn Pavel do hitlerjugend, nacistické prestižní školy Napoli. Jeho třetí žena Jolana se stala konfidentkou gestapa.

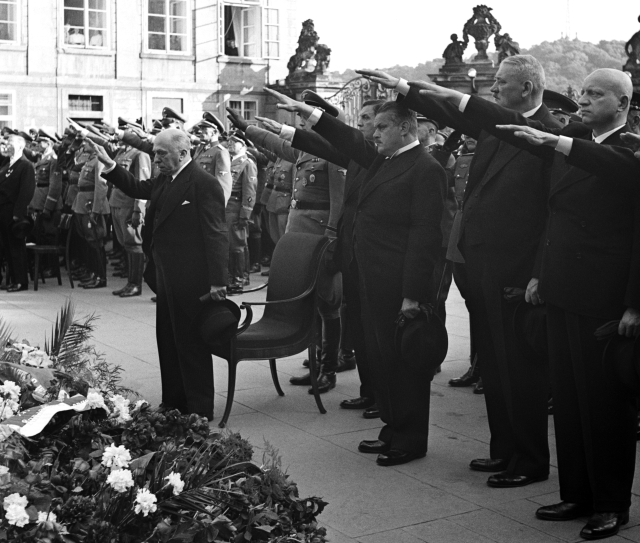
Emil Hácha, Emanuel Moravec a další členové protektorátní vlády v červnu 1942

Od roku 1942 byl předsedou organizace Kuratorium pro výchovu mládeže v Čechách a na Moravě. Tato organizace, sdružující povinně českou mládež ve věku od deseti do osmnácti let, vychovávala mládež v nacistickém duchu k loajálnosti k okupační správě.
Moravec začal prosazovat vizi sjednocené Evropy pod německou nadvládou. V roce 1942 prohlásil:
| „ | Zda bude nebo nebude český národ součástí evropského společenství, to na osudu Evropy a světa nic nezmění. Osm miliónů krátkozrakých, domýšlivých, nesmiřitelných a popudlivých kmocháčků se rozplyne v několika desetiletích v evropském džberu jako kostka cukru. | “ |

Jako příznivec Heydricha se v roce 1942 stal členem protektorátní vlády ve funkci ministra školství a lidové osvěty. Po atentátu na Heydricha se stala Moravcova pozice ve vládě ještě silnější. Hácha ani ostatní již neměli odvahu mu odporovat. Moravec se stal také inspirátorem vyhlášky, kterou protektorátní vláda vypisovala odměnu 10 milionů korun pro toho, kdo dopadne pachatele atentátu či přivede policii na jeho stopu. V roce 1942 se aktivně podílel na likvidaci české fašistické strany Vlajka a 1. ledna 1943 se souhlasem K. H. Franka pozastavil i činnost Národní obce fašistické. Moravec se tak zbavil svých politických konkurentů. Zbývající české fašisty se mu po roce 1943 podařilo včlenit do Národního souručenství, které Emil Hácha původně založil jako stranu, která měla pomáhat zadržovat tlak okupantů. Často vystupoval v rozhlase a psal do novin. Nabádal občany ke spolupráci s Němci. Československá vláda v Londýně v čele s Benešem nesla nelibě Moravcovo vystupování, které poškozovalo pověst ČSR v zahraničí, a proto bylo rozhodnuto provést na něj atentát. K tomu účelu byla sestavena skupina TIN s parašutisty Cupalem a Švarcem. Parašutista Švarc zemřel v chrámu sv. Cyrila a Metoděje v Praze a Ludvík Cupal zemřel vlastní rukou při obklíčení gestapem ve Velehradské cihelně. Atentát tak nebyl nikdy uskutečněn.

## Synové Emanuela Moravce
Igor Moravec (1920–1947), syn z manželství s Helenou, rozenou Bekovou. Po okupaci republiky se stal loajálním nástrojem vůle svého otce. Díky otcově vlivu začal pracovat v koncernu Melantrich, v oddělení, které řídil aktivistický novinář Emanuel Vajtauer. Později působil jako lektor v nacisty ovládaném státním nakladatelství Orbis. V dubnu 1942 Igor požádal o německou státní příslušnost. Žádost byla kladně vyřízena, takže mohl už v létě 1942 narukovat k Waffen SS a odejít na frontu. Začátkem roku 1945 byl na východní frontě zajat postupující Rudou armádou. Na podzim 1945 ze zajetí uprchl a strastiplným způsobem se s falešnými dokumenty vrátil do Československa. Asi půl roku úspěšně žil pod falešnou identitou na venkově. V květnu 1946 byl prozrazen. Mimořádný lidový soud ho odsoudil k trestu smrti.
Jurij Moravec (1923–1964), syn z manželství s Helenou, rozenou Bekovou. V mládí byl členem Druhého skautského oddílu, vedeného spisovatelem Jaroslavem Foglarem. Inklinoval k výtvarnému umění. Na rozdíl od svých bratrů byl k otcově kolaborantské kariéře kritický. Německé občanství bylo Jurovi vysloveně vnuceno. Stejně tak byl donucen k nástupu do německé armády, kde potom opakovaně projevoval výraznou nekázeň. Po válce byl postaven před Mimořádný lidový soud, který ho odsoudil k sedmi letům vězení. Trest si odpykával mimo jiné v soustavě jáchymovských trestaneckých táborů, konkrétně v táboře XII. Po propuštění žil asi pět let v Československu, načež požádal o vystěhování do SRN. Žil střídavě ve Francii a v SRN. Pod jménem Georges Morawetz se intenzivně věnoval malířské tvorbě.
Emanuel Pavel Moravec (1932–1944), syn ze vztahu s Ilonou Szondyovou. Malý Pavlík byl plně ve vleku kolaborantské ideologie svého otce. Od roku 1942 byl vychováván v Nationalpolitische Erziehungsanstalt, známé též po zkratkou NAPOLA, což byl výchovný ústav pro budoucí elitu nacistického Německa. Byl samozřejmě členem Hitlerjugend. Jeho mladý život se však uzavřel záhy, během náletu spojeneckých letadel.

## Sebevražda
Když 5. května 1945 vypuklo Pražské povstání, nasedl Moravec před Kolovratským palácem, kde mělo sídlo jeho ministerstvo, do policejního nákladního vozu a odjel na schůzku s K. H. Frankem. Na Malostranském náměstí se ale německá auta dostala do palby povstalců, a tak se kolona vydala na Pražský hrad přes Klárov. Automobilu, v němž seděl Moravec, během cesty v Chotkově ulici došel benzin, a tak řidič vystoupil. V tom okamžiku Moravec vytáhl z kapsy revolver a v kabině auta se zastřelil. Řidič pak mrtvolu zavezl do budovy biskupského gymnázia ve Winterově ulici, kde sídlilo velitelství pražské pořádkové policie. Na dvoře gymnázia bylo tělo pohřbeno a 7. června 1945 exhumováno.
Emanuel Moravec se stal symbolem kolaborantství s nacistickým okupačním režimem. Podle nejznámějšího nacistického kolaboranta, Nora Vidkuna Quislinga se mu přezdívalo též český Quisling.

## Citáty a výroky
- „Utneme každému ruku, která se natáhne přes naše hranice. Postaví-li nás osud proti přesile, přijmeme boj.“[13] (1935)
- Aby se z našeho vojáka daly vytěžit všechny jeho bojovnické kvality, nesmí se mu situace zkreslovat tím, že se síly nepřítele podcení, že vlastní přeceníme a že od spojenců budeme očekávat zázraky, tedy více než i při nejlepší vůli mohou dát... Náš důstojník musí vojáka připravit na dlouhou těžkou válku... Musí jej připravit, že na konec to bude válka vítězná při vší své vleklosti a tuhosti.[14] (1937)
- „Vzdát boj čelem proti čtyřem velmocem, v týlu s Polskem a Maďarskem, není čin nečestný a nerozumný“[15] (1938)
- „Tehdy jsem mu řekl, že je jen dvojí řešení: buď válčit, anebo se obrátit zády k proradným spojencům a dohodnout se stůj co stůj s německou říší. Třetího řešení nebylo.“[16] (1941)
- „Kdo jde s Anglií a jejími spojenci, je veřejným nepřítelem českého národa, a tak s ním také bude naloženo. Škůdce národa je každý, kdo podobná individua skrývá a kdo jejich činnosti všemi prostředky nezabrání. Chce-li český národ žít, nesmí ochabovat ve své práci a v boji za svou vlast.“[17] (1942)
- „Stojíme-li jako vlastenci před volbou, má-li národ žít bez neplodné inteligence, anebo s ní společně zahynout, pak volím záchranu národa a neplodnou inteligenci i se svými darmošlapy hodím přes palubu. Ze zdravého prostého lidu vyroste nám nová silná inteligence.“[18] (1942)
- „Sedět na lavici obžalovaných vedle maršála Pétaina neznamená, že by člověk seděl ve špatné společnosti.“[19] (1945)

## Emanuel Moravec ve filmech
- V roce 2013 ho v seriálu České století ve 2. epizodě Den po Mnichovu (1938) ztvárnil herec a zpěvák Daniel Landa.
- Ve dvoudílném historickém životopisném televizním filmu Anatomie zrady (z roku 2020) ho ztvárnil herec Marián Labuda mladší.[20]